# Xã Elkhart, Quận Bates, Missouri
Xã Elkhart (tiếng Anh: Elkhart Township) là một xã thuộc quận Bates, tiểu bang Missouri, Hoa Kỳ. Năm 2010, dân số của xã này là 299 người.